# 斯帕茨島
斯帕茨島（Spaatz Island）是南極洲被冰封的島嶼，位於亞歷山大一世島（Alexander Island）西南方和南極半島以西，接近埃爾斯沃思地（Ellsworth Land）海岸，斯邁利島（Smyley Island）位於西面48公里，島嶼長80公里、寬40公里，面積約4,100平方公里。
73°12′S 75°00′W / 73.200°S 75.000°W